# 涼傘樹
涼傘樹，是臺灣臺中市大里區的一個傳統地域名稱，位於該區西北部。相較於今日行政區，其範圍大致包括樹王里、永隆里不含西北端及東南部、東興里不含東南端、大明里不含東部、祥興里西南半部，以及南區的積善里西南部凸出部分最南端、南門里東南部邊界地帶。
該地地名由來，據說是因為大里杙樹王公枝葉茂盛，遠看像是一把大涼傘，而被稱為「涼傘樹」，之後這個地標名稱再變成地區的名稱。

## 歷史
台灣清治末期至日治初期，涼傘樹地區為一街庄，稱為「涼傘樹庄」，隸屬於藍興堡。該庄輪廓略呈東北—西南方向狹長形，西北與下橋仔頭庄、頂橋仔頭庄為鄰，東北與內新庄為鄰，東南邊為大里杙街，西南邊為五張犁庄。
1901年（日治明治三十四年）11月，全台廢縣廳改設二十廳，該庄隸屬於臺中廳。1903年（明治三十六年）6月，該庄編入「樹仔腳區」，隸屬於臺中廳。1909年（明治四十二年）10月，合併二十廳為十二廳，該庄改編入「大里杙區」，仍隸屬於臺中廳。1920年（大正九年），全台地方制度大改正，廢十二廳改設五州二廳，該街改制為「涼傘樹」大字，隸屬於臺中州大屯郡大里庄。
戰後大里庄改制為大里鄉，隸屬於臺中縣，大字亦改制為村。1950年10月，中、彰、投分治，大里鄉仍隸屬臺中縣。1993年11月因人口數達15萬升格為大里市，村亦改制為里。2010年12月，臺中縣市合併為直轄臺中市，大里市改制為大里區。

## 聚落
本地區發展較早的聚落有涼傘樹、舊庄、東勢尾、溪底、鳥竹圍等，在日治期初期的官方地圖上已有記載。

## 交通
省道台63線又稱「中投公路」，是台中市南區至南投縣草屯的幹道，大致以北向南繞大彎轉北北西—南南東走向再繞大彎轉北北東—南南西走向經過涼傘樹地區中部偏西地帶。由該道路向北經下橋子頭與頂橋子頭邊界地帶轉東可前往頂橋子頭南部並止於省道台3線路口，向南南西轉南可前往霧峰西部、草屯並止於省道台14乙線路口。
省道台3線（國光路二段）俗稱「內山公路」，是臺北至屏東的幹道，大致以北向南轉北北西—南南東走向經過本地區東部。由該道路向北轉東北東再轉北經台中市區東南側前往北屯、潭子、豐原等地，向南南東可前往大里市區、霧峰、草屯、南投等地。
區道中101線（東興路、爽文路、永隆七街、東興路、益民路二段）是南門橋至五張犁的道路，其北側端點位於本地區東北端省道台3線舊線（中興路二段）路口。由此向南南西至東興路路口，轉西北西繞大彎轉西南，過省道台3線路口後轉西接永隆七街，至爽文路路口轉南至東興路路口轉轉西再轉西南，經省道台63線高架橋下、區道中129線路口後續行至於本地區西南端出境後，可前往五張犁中部偏東並止於區道中106線路口。
區道中129線（樹王路）是樹王至大里的道路，其北側端點位於本地區西北部涼傘樹聚落北側的大里區、南區交界處。由此向南南西轉西南繞大彎轉東南蜿蜒而行，經區道中101線、省道台63線高架橋下後出境，可前往大里市區中部偏南並止於區道中106線路口。

## 學校
- 僑泰高中
- 大明高中
- 爽文國中（西北角一小部分）
- 崇光國小
- 永隆國小

## 廟宇
- 樹王萬安宮
- 樹王林大伯公紹復堂
- 大里永隆宮
- 大里杙樹王公
- 菩薩寺